# Becker (Minnesota)
Becker és una població dels Estats Units a l'estat de Minnesota. Segons el cens del 2000 tenia 2.673 habitants.

## Demografia
Segons el cens del 2000, Becker tenia 2.673 habitants, 929 habitatges, i 728 famílies. La densitat de població era de 119,2 habitants per km².
Dels 929 habitatges en un 49,1% hi vivien nens de menys de 18 anys, en un 62,9% hi vivien parelles casades, en un 10,9% dones solteres, i en un 21,6% no eren unitats familiars. En el 15,2% dels habitatges hi vivien persones soles el 3,7% de les quals corresponia a persones de 65 anys o més que vivien soles. El nombre mitjà de persones vivint en cada habitatge era de 2,88 i el nombre mitjà de persones que vivien en cada família era de 3,21.
Per edats la població es repartia de la següent manera: un 34% tenia menys de 18 anys, un 10,1% entre 18 i 24, un 35,7% entre 25 i 44, un 13,9% de 45 a 60 i un 6,3% 65 anys o més.
L'edat mediana era de 28 anys. Per cada 100 dones de 18 o més anys hi havia 99 homes.
La renda mediana per habitatge era de 50.714 $ i la renda mediana per família de 51.940 $. Els homes tenien una renda mediana de 37.038 $ mentre que les dones 26.622 $. La renda per capita de la població era de 19.333 $. Entorn del 3,4% de les famílies i el 4,1% de la població estaven per davall del llindar de pobresa.

## Poblacions més properes
El següent diagrama mostra les poblacions més properes.